# 全会一致の幻想
全会一致の幻想（ぜんかいいっちのげんそう）は、集団において、グループの結束を乱したくないという感情からくる自己検閲や、「異論が無い事とは賛成を意味する」という認識により全会一致の状況が作られることなどを俗に指して言う言葉。全会一致のパラドックス、満場一致のパラドックスなどとも呼ばれる。

## 解説
集団の議論において、異論が挟まれにくい状況が生まれることは広く知られている。Irving Janisは自身の著書でピッグス湾事件やベトナム戦争におけるアメリカ政府の決定を例に挙げ、互いの見解を尊重する人々のグループが1つの一致した見解に達するとき、それぞれのメンバーはその信念が正しいに違いないと感じる傾向があることを指して全員一致の幻想と呼んだ。また、凝集的な集団では沈黙が同意を意味すると解釈され、同意が表面的なものに過ぎない場合があると指摘した。
異論が挟まれにくい状況が生まれる要因として同調も挙げられる。同調は集団凝集性が高い場合や集団の人数が多い場合、その人の集団内での地位が低い場合に生じやすいとされる。一方、一人でも異論を表明する者がいると他者も同調率が低下すると指摘されている。

## 関連文献
- アーヴィング・ジャニス 著、細江達郎 訳『集団浅慮　政策決定と大失敗の心理学的研究』新曜社、2022年5月20日。ISBN  	9784788517707